# Розенгартен (Мангейм)
Розенгартен (нем. Rosengarten) — здание центра конгрессов и конференций в Мангейме (Германия).
Дворец расположен на северной стороне площади Фридрихсплац, рядом с водонапорной башней. Его крыша покрыта характерной зеленой глазурованной глиняной черепицей.

## История
Здание в стиле модерн было возведено как муниципальный дворец собраний между 1900 и 1903 годами компанией Joseph Hoffmann & Söhne по проекту архитектора Бруно Шмитца. Его главный «Зал Нибелунгов», рассчитанный на 6000 мест, был одним из самых больших в Германской империи. Выступавший здесь в 1904 году композитор Венделин Вайсхаймер с энтузиазмом писал о своем «огромном успехе в огромном здании». Теолог и политик Фридрих Науман в своей опубликованной в 1914 году книге «Die Kunst der Rede» утверждал, что выступать в «самом большом зале Германии» — это «освежение».
Во время Второй мировой войны Розенгартен сильно пострадал. Историческая фасадная часть с «Залом Муз» на 1360 мест была отреставрирована. Вместо «Зала Нибелунгов», который не был восстановлен, за старым зданием в 1974 году по планам архитектора Карла Шмукера было построено современное новое здание, в котором расположен «Зал Моцарта» на 2300 мест, ставший самым большим. В 2006-2007 году дворец был расширен почти вдвое по планам Андреаса Шмукера, сына Карла Шмукера.
Во время пандемии корона-вируса в 2020 году Розенгартен был преобразован в тестовый центр.

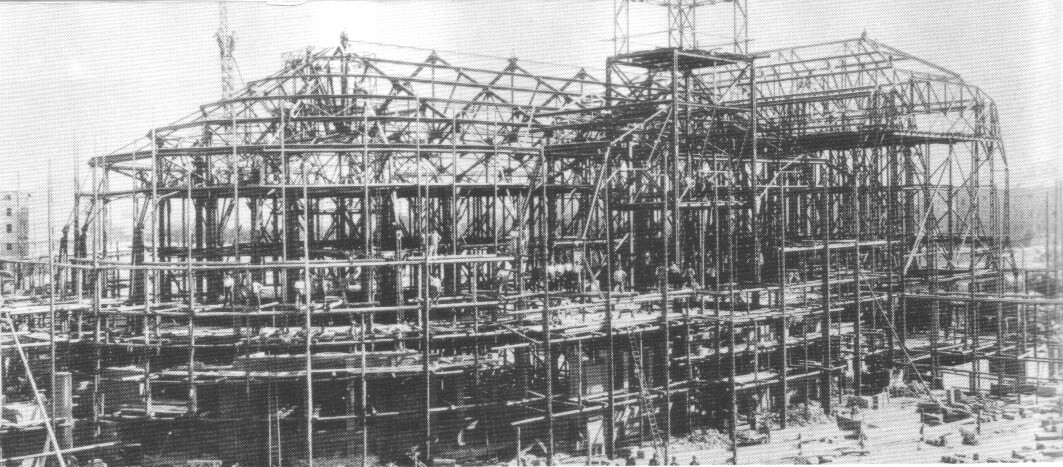
Начало строительства (1900)
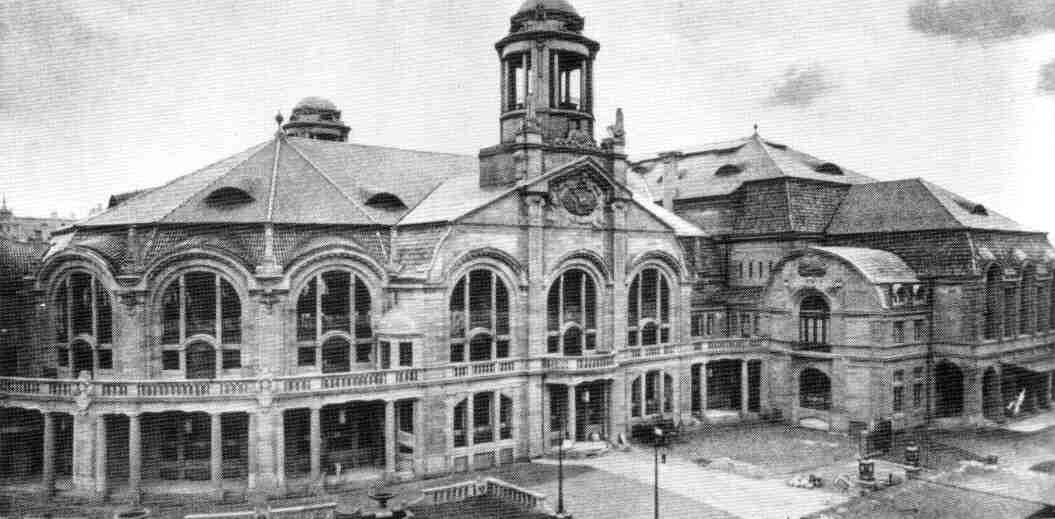
Завершение строительства (1902)
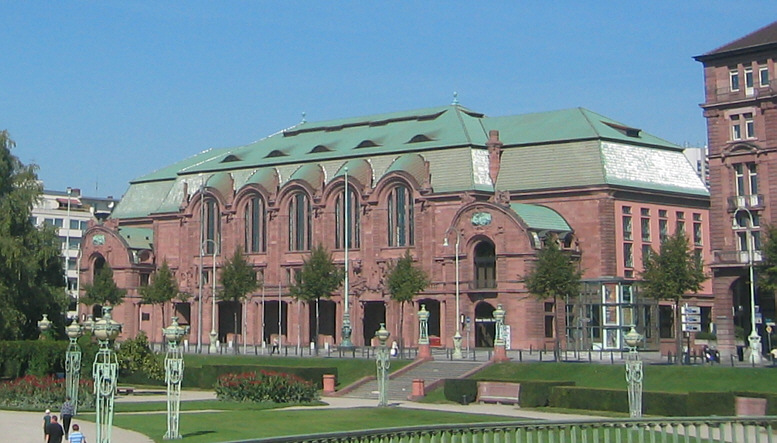
Современный вид

## Современность
Здание управляется принадлежащей городу компанией m:con GmbH.
Дворец является одним из самых успешных конгресс-центров в Германии вообще и в Баден-Вюртемберге в частности. В нем проходят такие крупные ежегодные мероприятия, как конгресс Немецкой ассоциации городов, общие собрания акционеров компании BASF, партийные конференции, симпозиумы Немецкого общества кардиологов и Немецкого общества неврологов. C 2017 года тут устраивается AnimagiC, один из крупнейших фестивалей аниме в немецкоязычном мире.
Также в Розенгартене проводятся концерты, благотворительные и гала-вечера. «Зал Моцарта» используется в качестве гостевой площадки для крупнейших симфонических оркестров мира и является традиционным местом выступлений оркестра музыкальной академии Национального театра Мангейма. Немецкий государственный филармонический оркестр Рейнланд-Пфальца и оркестры радио SWR организуют свои концерты в «Зале Муз». Из популярных современных исполнителей, выступавших здесь, можно упомянуть Элтона Джона, Стинга, Simply Red и Whitesnake.

## Галерея

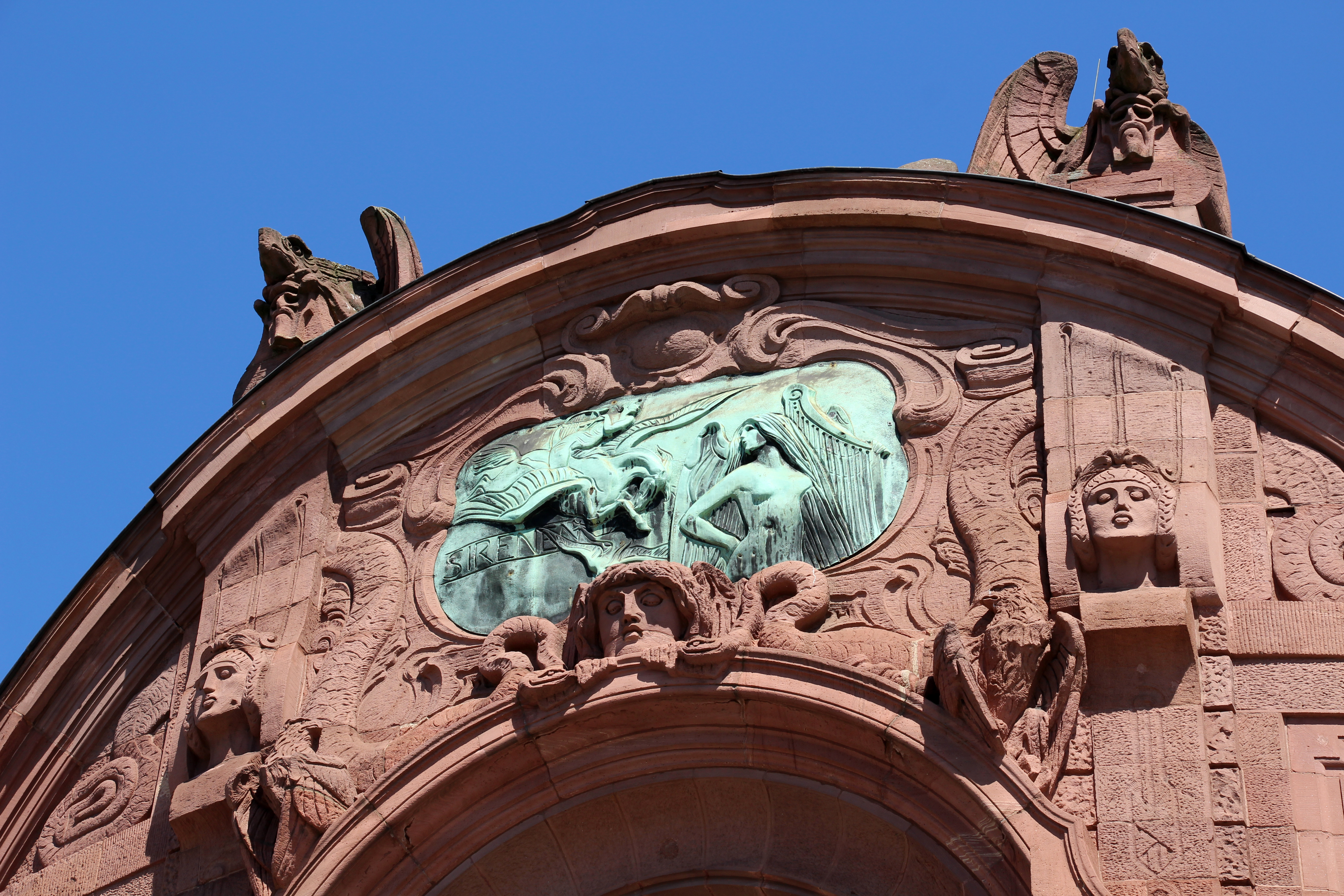
Бронзовый барельеф над левым входом
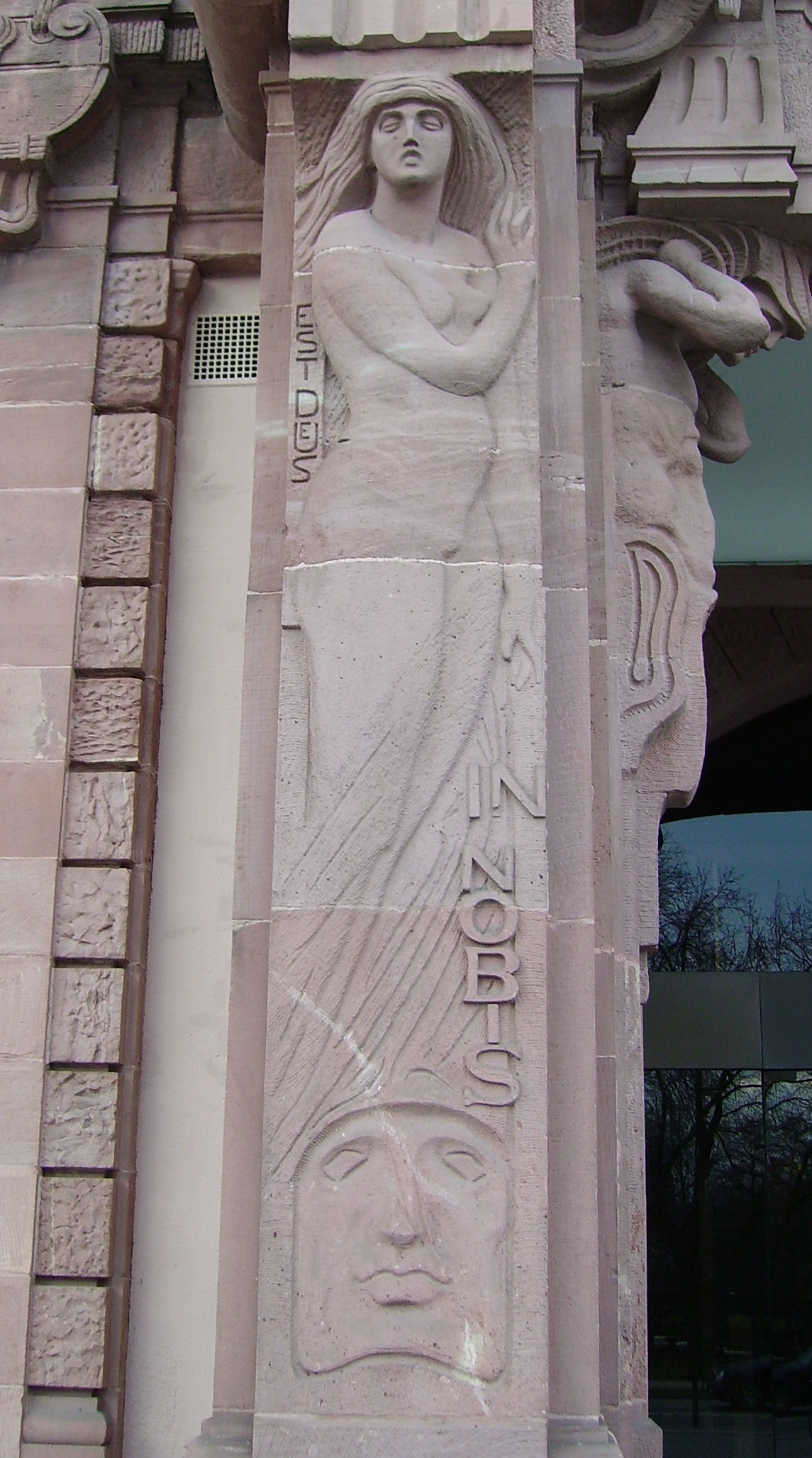
Каменная нимфа на левом входе
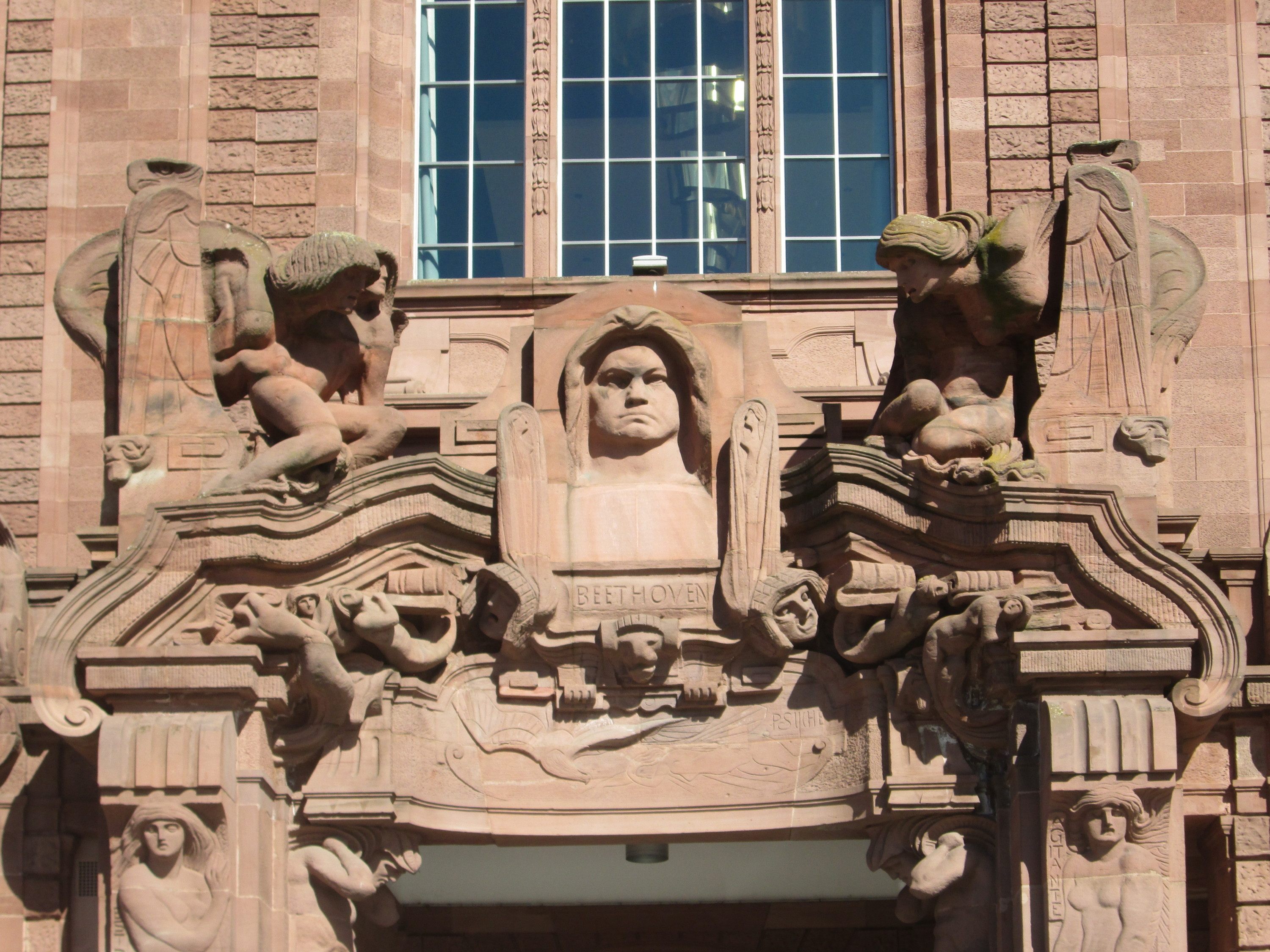
Барельеф Бетховена
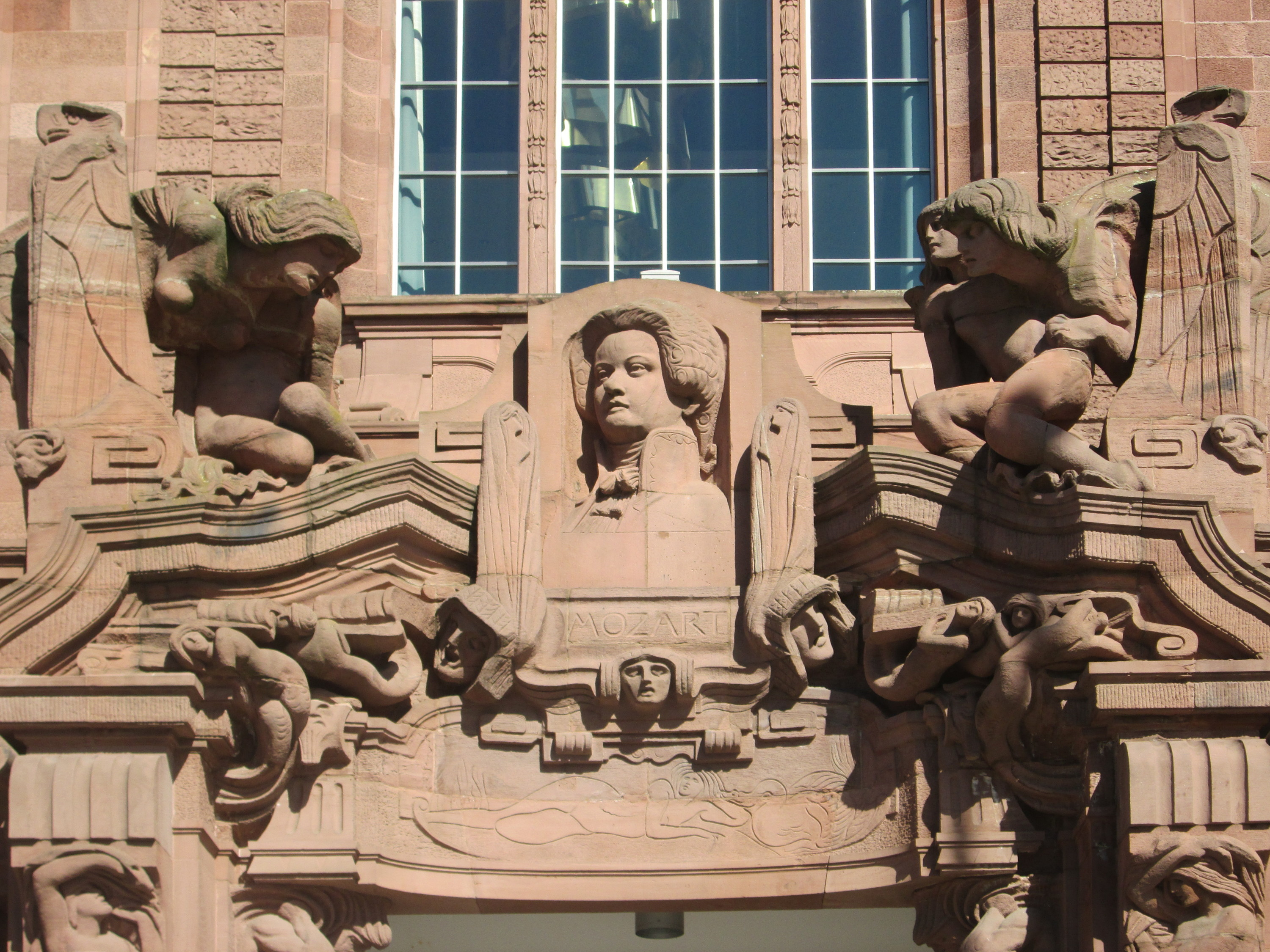
Барельеф Моцарта
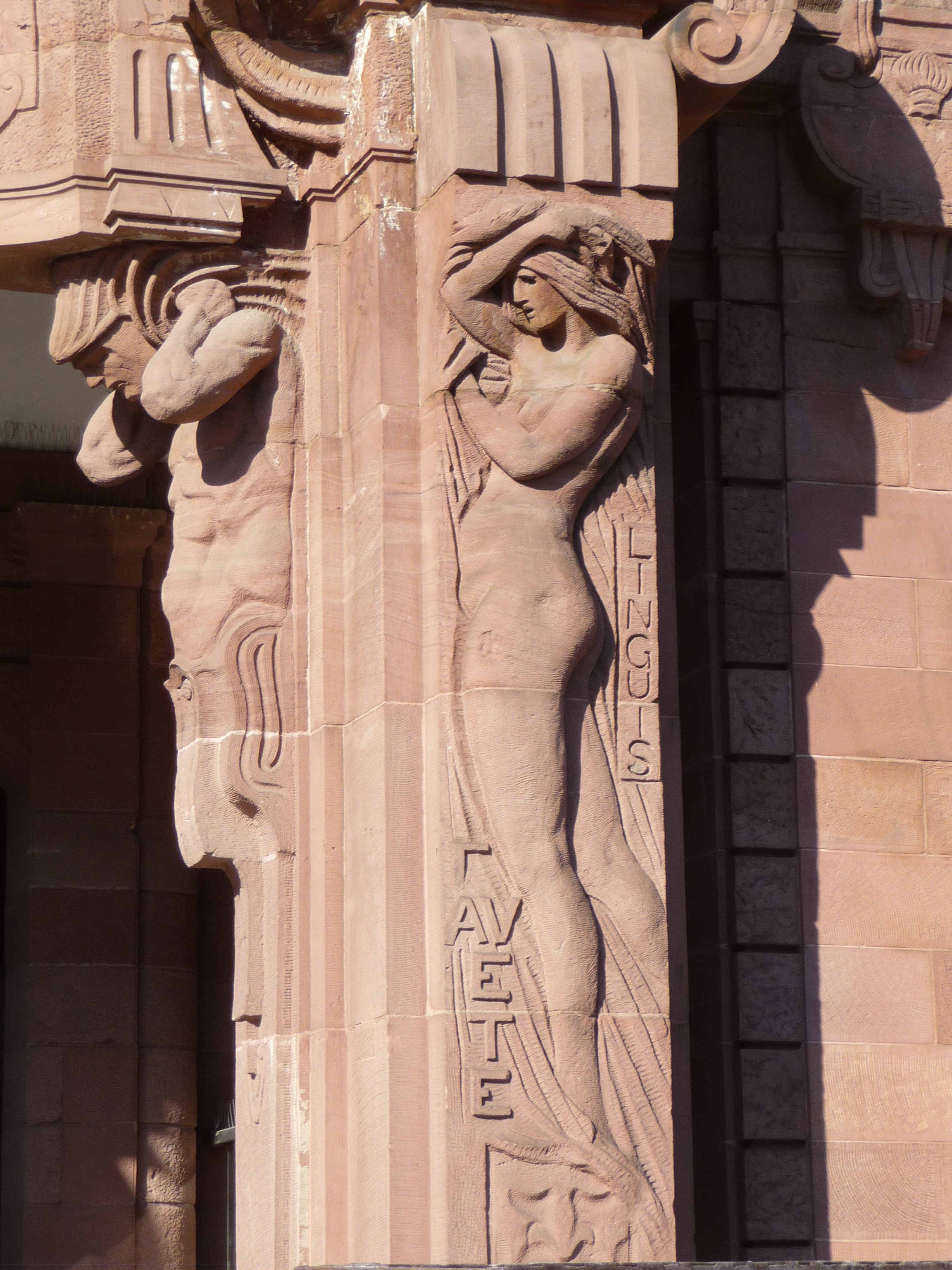
Каменная нимфа на правом входе
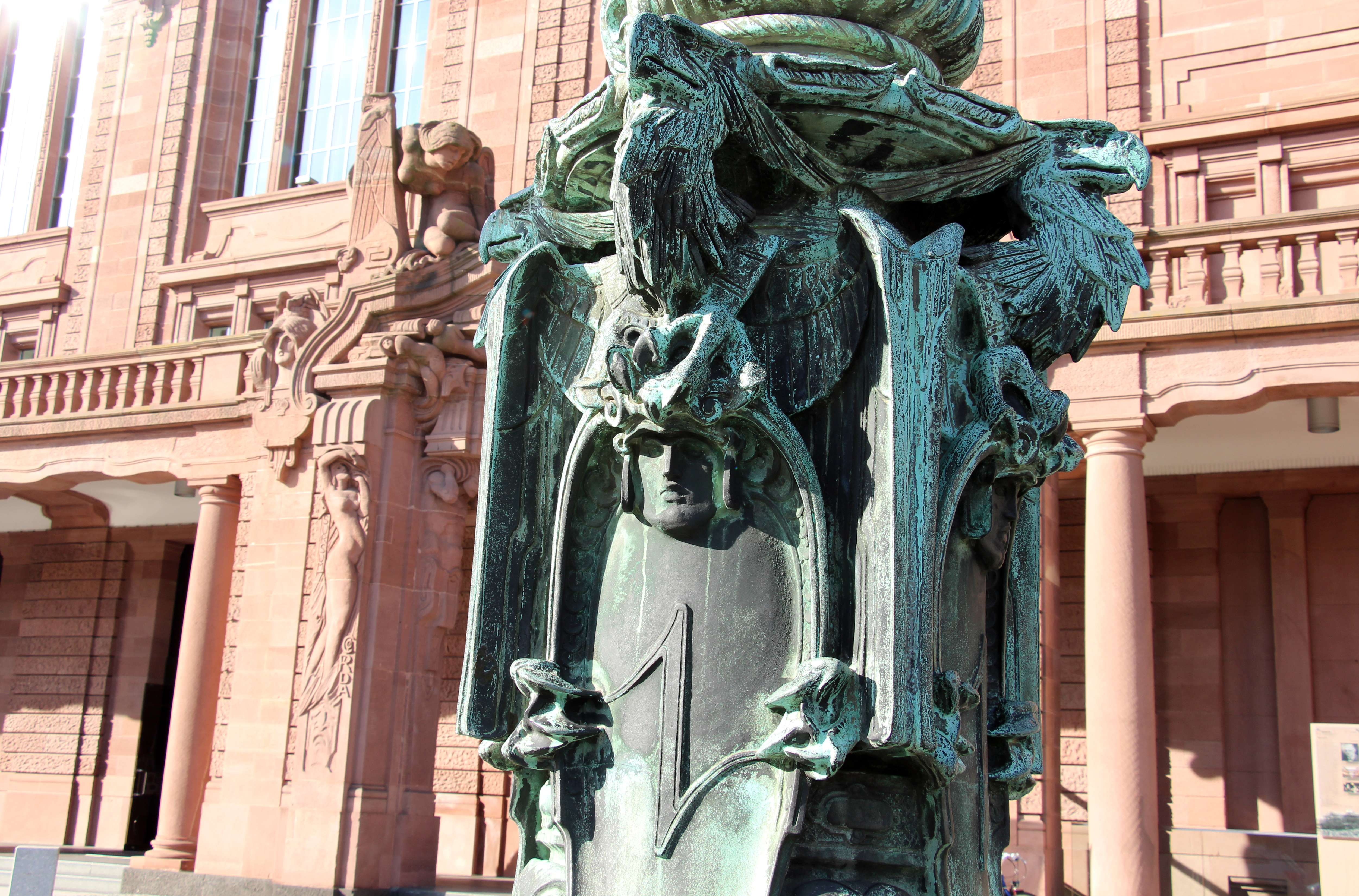
Основание бронзовой колонны перед зданием